# Bình minh

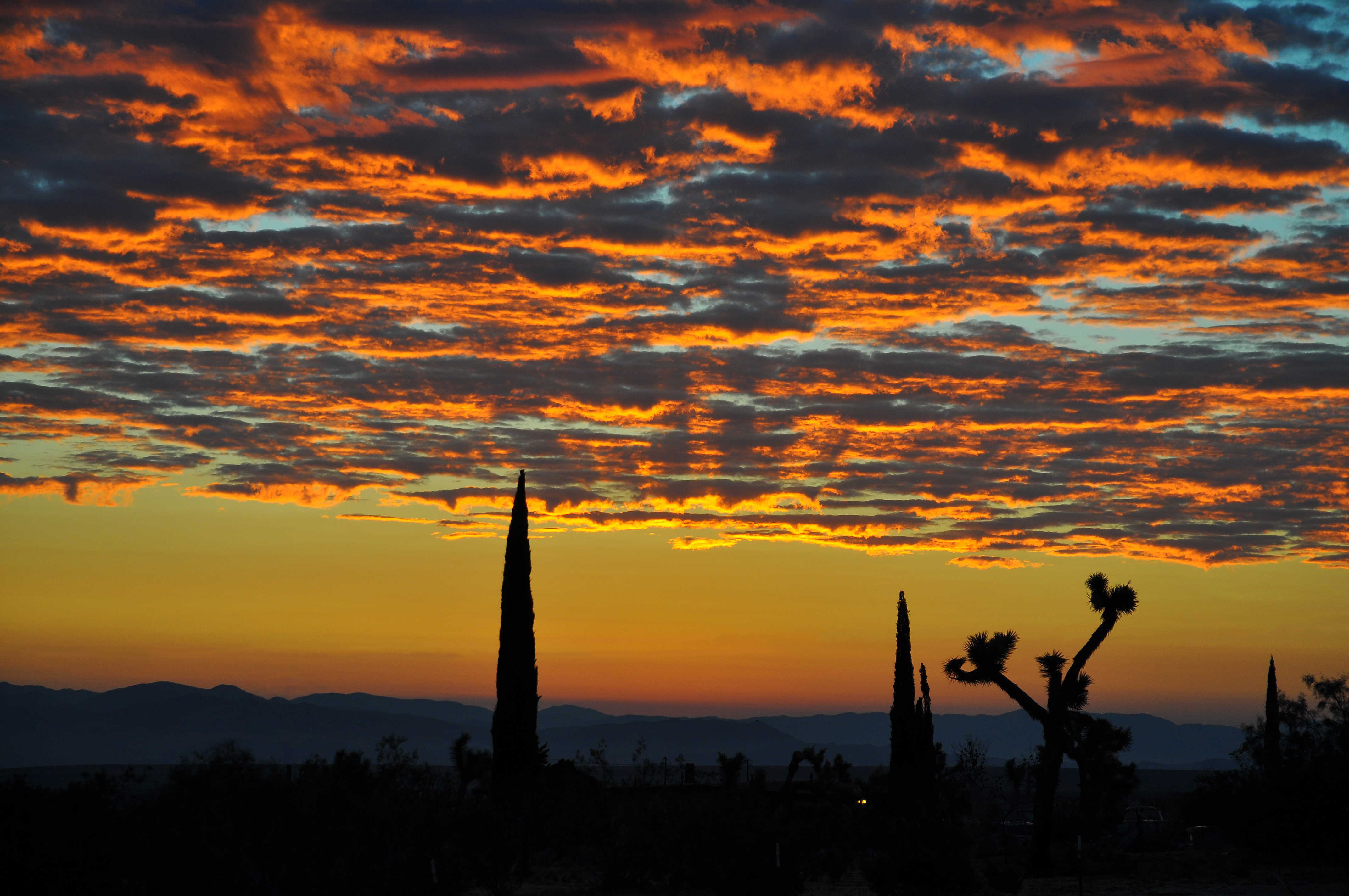
Bình minh cuối mùa hè tại hoang mạc Mojave, California

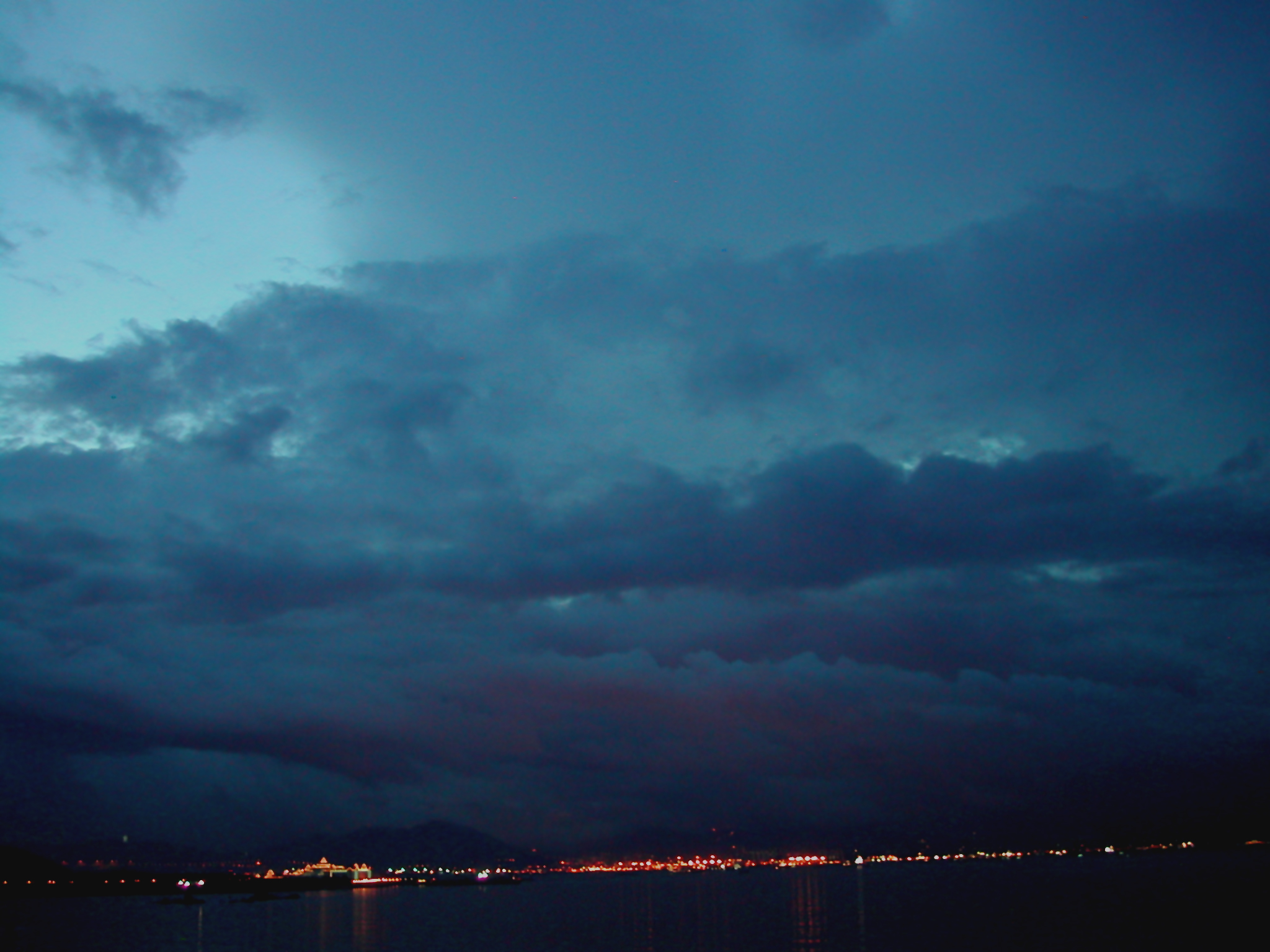
Rạng đông thiên văn trên đảo Bình Châu, Hồng Kông.

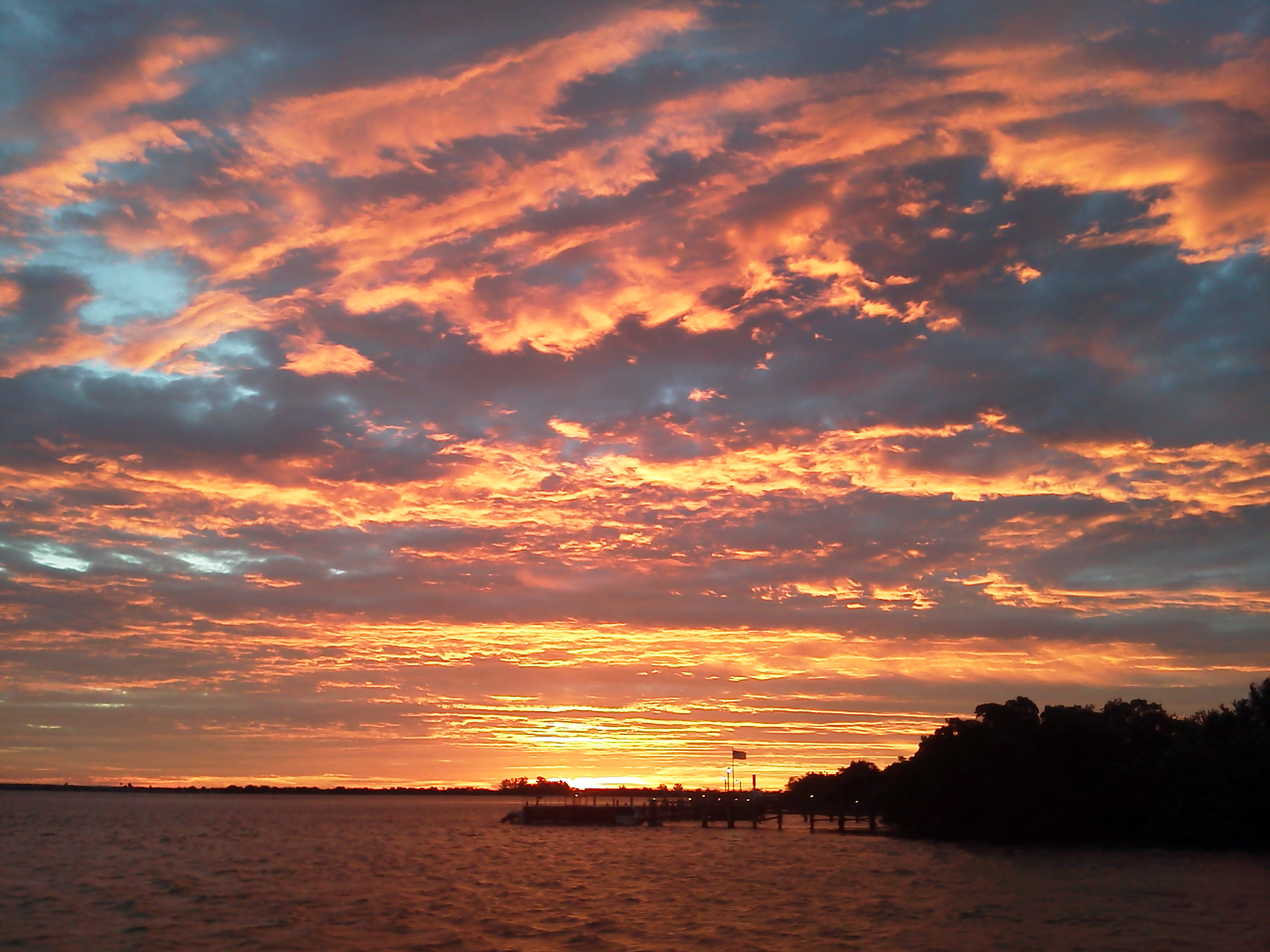
Rạng đông dân dụng tại Florida.

Rạng đông hay bình minh (Hán-Việt: phất/phá hiểu, lê minh) hay hừng đông xảy ra trước khi Mặt Trời mọc, là thời điểm lúc bắt đầu chạng vạng buổi sáng. Bình minh ghi nhận sự hiện diện của các tia sáng gián tiếp yếu ớt từ Mặt Trời được tán xạ lên bầu khí quyển của Trái Đất, khi đĩa Mặt Trời vẫn còn nằm ở dưới đường chân trời. Không nên nhầm lẫn rạng đông với thời điểm Mặt Trời mọc, là thời điểm khi rìa phía trên của Mặt Trời xuất hiện ở phía trên đường chân trời.

## Phân loại

### Rạng đông thiên văn
Rạng đông thiên văn bắt đầu khi Mặt Trời ở vị trí 18 độ phía dưới đường chân trời vào buổi sáng. Chạng vạng thiên văn là khoảng thời gian ngay sau đó, cho đến khi Mặt Trời lên vị trí 12 độ phía dưới đường chân trời. Đây là lúc bầu trời không còn hoàn toàn tối, ở thời điểm này một phần nhỏ của ánh sáng Mặt Trời đã chiếu lên bầu trời và các ngôi sao bắt đầu nhạt dần. Rạng đông thiên văn (astronomical dawn) đánh dấu sự bắt đầu của giai đoạn chạng vạng thiên văn buổi sáng, kéo dài tới khi rạng đông hàng hải.

### Rạng đông hàng hải
Chạng vạng hàng hải bắt đầu khi có đủ lượng ánh sáng từ Mặt Trời, khi đó các thủy thủ có thể phân biệt được đường chân trời trên biển, nhưng bầu trời vẫn còn quá tối cho các hoạt động ngoài trời. Chính xác thì nó bắt đầu khi Mặt Trời ở vị trí 12 độ dưới đường chân trời vào buổi sáng sớm. Bầu trời đã đủ sáng để phân biệt rõ ràng với mặt đất và mặt nước. Rạng đông hàng hải (nautical dawn) đánh dấu sự bắt đầu của giai đoạn chạng vạng hàng hải, kéo dài tới khi rạng đông dân dụng.

### Rạng đông dân dụng
Chạng vạng dân dụng bắt đầu khi có đủ ánh sáng để phân biệt hầu hết các vật thể và một số hoạt động ngoài trời có thể bắt đầu mà không cần ánh sáng nhân tạo. Chính xác thì nó xảy ra từ thời điểm rạng đông dân dụng (civil dawn), khi mà Mặt Trời ở vị trí 6 độ phía dưới đường chân trời vào buổi sáng sớm.
Nếu bầu trời trong xanh và có thêm một vài đám mây hay mù, có thể xuất hiện các mảng màu sắc đỏ đồng, màu vàng và cam. Một vài ngôi sao và hành tinh sáng nhất, chẳng hạn như Kim tinh và Mộc tinh vẫn có thể được trông thấy bằng mắt thường lúc rạng đông dân dụng. Thời điểm này đánh dấu sự bắt đầu của chạng vạng dân dụng, kéo dài tới lúc Mặt Trời mọc.

## Ảnh hưởng của vĩ độ

Rạng đông dân dụng, hàng hải và thiên văn, khi được định nghĩa là thời điểm bắt đầu chạng vạng tương ứng.

Độ dài thời gian diễn ra chạng vạng rạng đông phụ thuộc theo vĩ độ của người quan sát cũng như theo mùa. Trong khu vực xích đạo, chạng vạng chỉ kéo dài trong khoảng 70 phút; trong khi tại các khu vực vùng cực, chạng vạng có thể kéo dài vài giờ.

### Xích đạo
Thời gian diễn ra chạng vạng là ngắn nhất tại vùng xích đạo, nơi tại các điểm phân Mặt Trời mọc ở phía Đông (và lặn ở phía Tây) theo một phương vuông góc với đường chân trời. Mỗi pha của chạng vạng (dân dụng, hàng hải và thiên văn) chỉ kéo dài 24 phút. Đối với mọi nơi trên Trái Đất, thời gian chạng vạng là ngắn nhất ở các điểm phân và dài nhất ở các điểm chí.

### Vùng cực

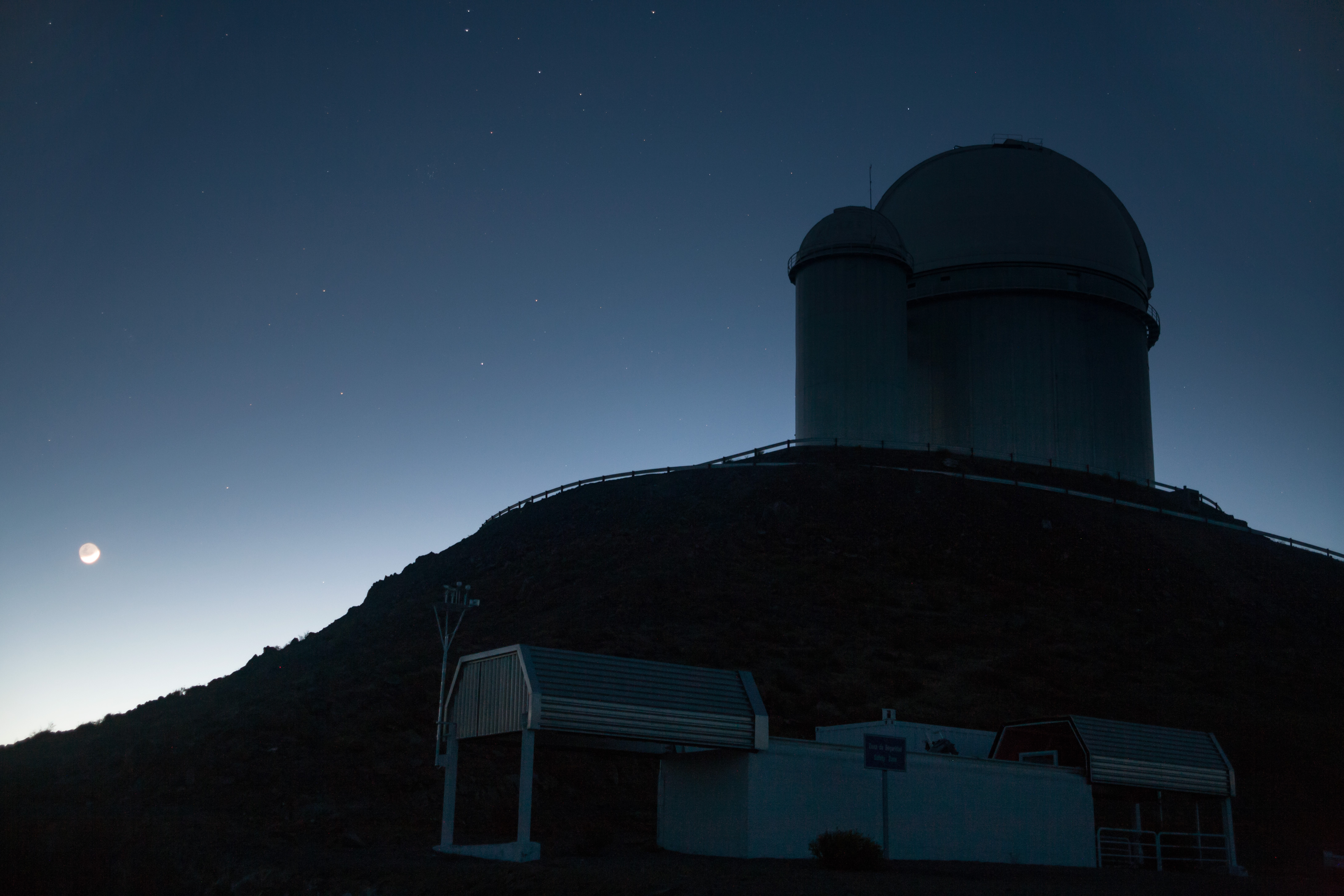
Rạng đông ở Trạm quan trắc La Silla, Chile

Ban ngày trở nên dài hơn khi càng gần với ngày hạ chí, trong khi ban đêm trở nên dài hơn khi càng gần với ngày đông chí. Điều này có ảnh hưởng tới thời điểm và thời lượng của rạng đông và hoàng hôn. Hiện tượng này rõ ràng nhất ở các vùng gần cực Bắc, nơi mà Mặt Trời mọc vào điểm xuân phân và chỉ lặn vào điểm thu phân, chạng vạng kéo dài rất lâu, khoảng một vài tuần.
Các vòng cực (ở vĩ độ 66°34 Bắc hay Nam) được xác định là các vĩ độ thấp nhất mà Mặt Trời không lặn ở ngày hạ chí. Vì thế, bán kính góc của vòng cực bằng góc giữa mặt phẳng xích đạo của Trái Đất và mặt phẳng hoàng đạo. Thời gian mà Mặt Trời không lặn trở nên dài hơn khi càng gần các cực.
Gần ngày hạ chí, các vĩ độ cao hơn 54°34′, bầu trời đêm không tối hơn chạng vạng hàng hải; ở các vĩ độ cao hơn 60°34, đêm hè không tối hơn chạng vạng thiên văn. "Đêm trắng" càng dài hơn ở các vĩ độ cao hơn.

## Văn học và thành ngữ
- Tôm chạng vạng, cá rạng đông.

## Thư viện ảnh

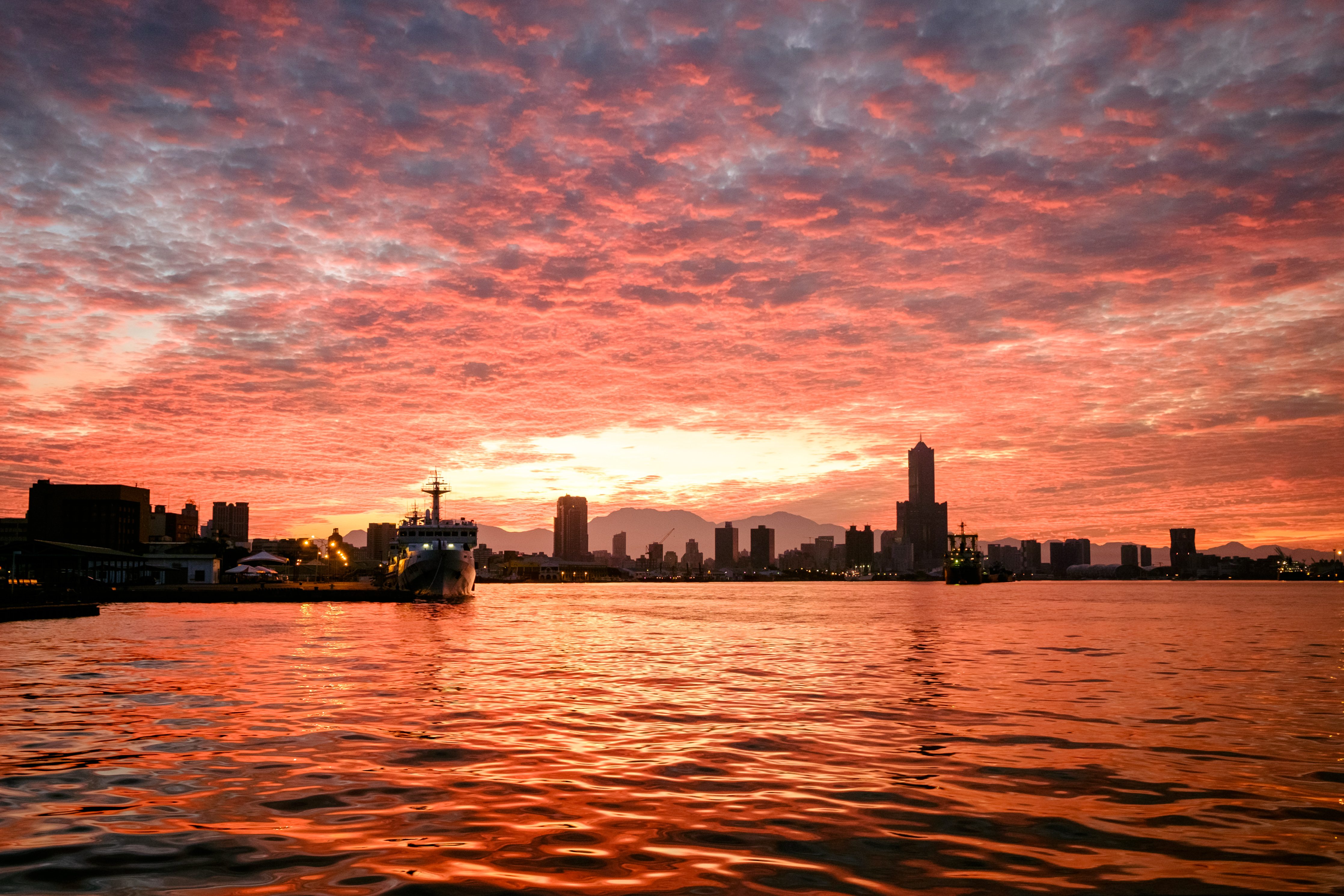
Đường chân trời tại Cao Hùng, Đài Loan lúc bình minh
Rạng đông hàng hải ở Joshua Tree, California, Hoa Kỳ
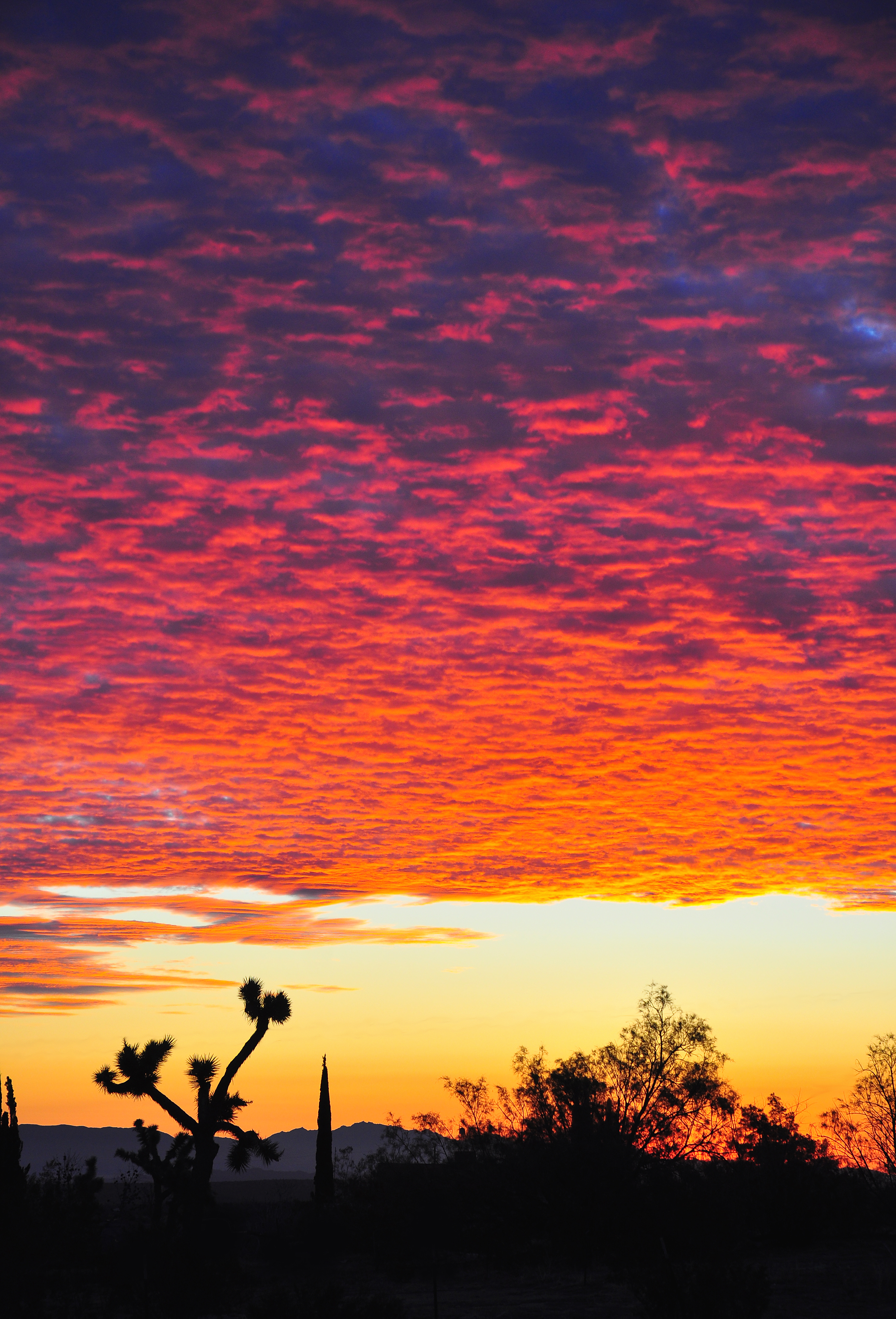
Bắt đầu của chạng vạng dân dụng buổi sớm ở miền Nam California, Hoa Kỳ
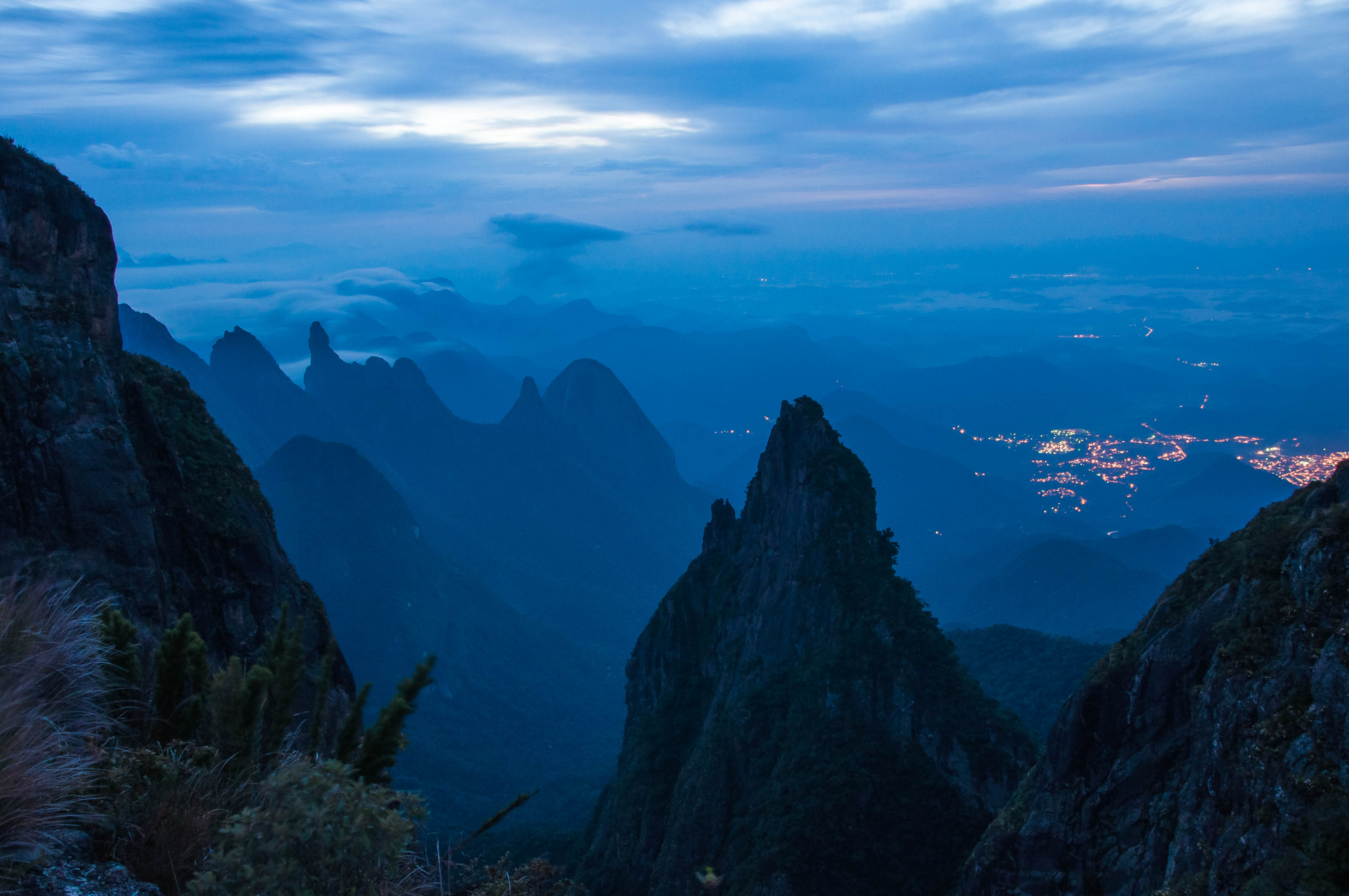
Vườn quốc gia Serra dos Órgãos ở bang Rio de Janeiro, Brazil lúc rạng đông thiên văn
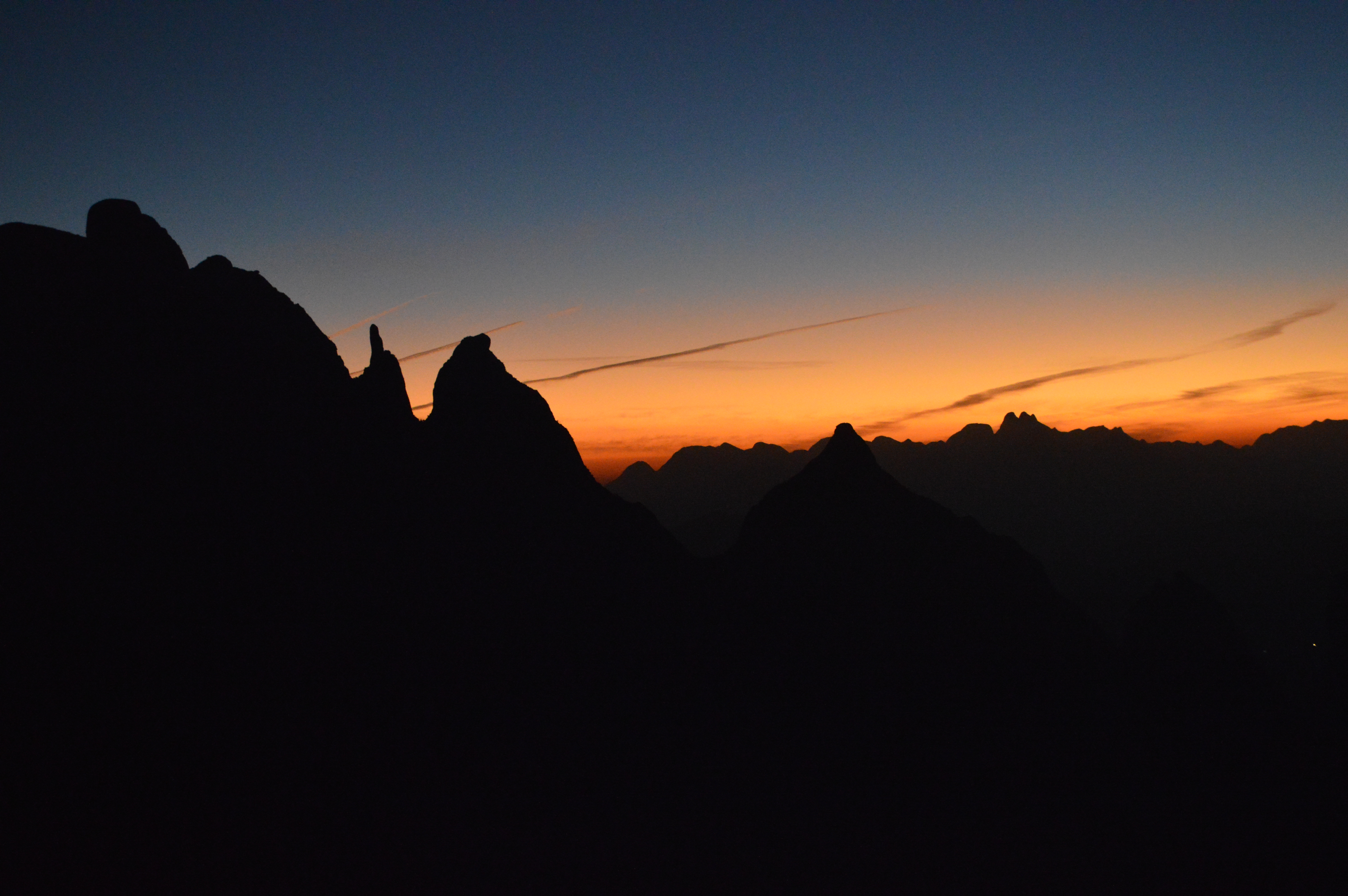
Vườn quốc gia Serra dos Órgãos lúc rạng đông hàng hải
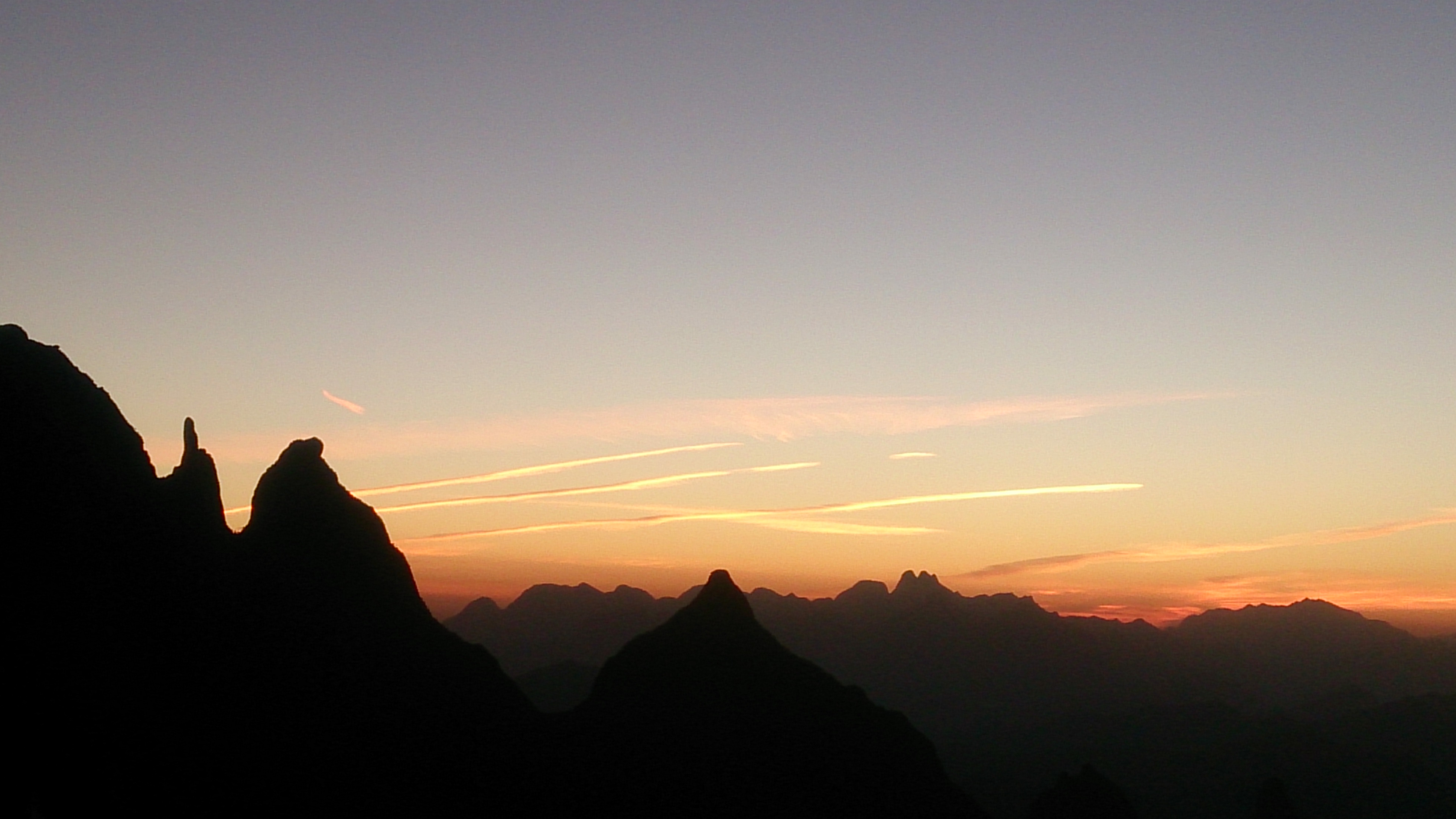
Vườn quốc gia Serra dos Órgãos lúc rạng đông dân dụng
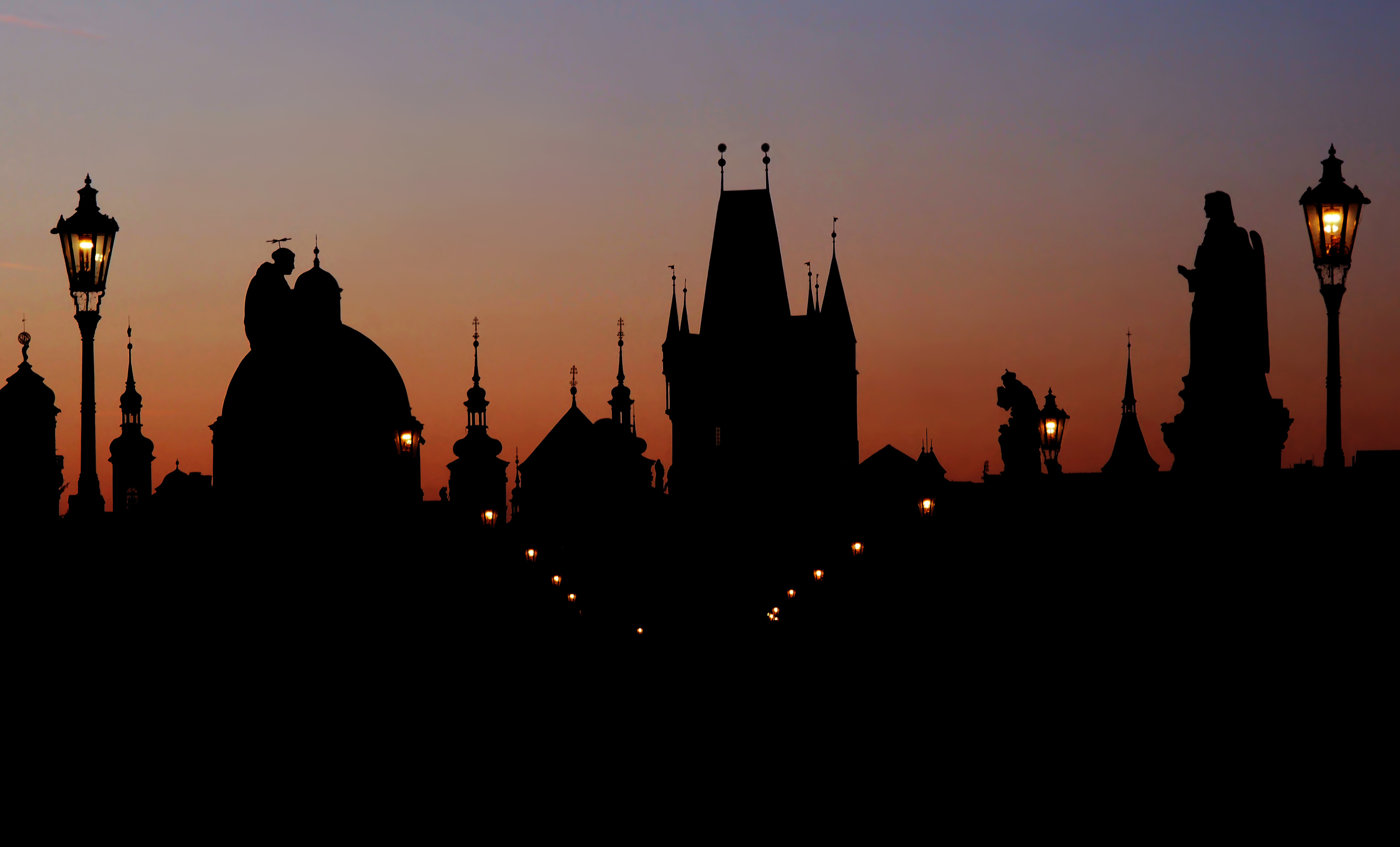
Rạng đông hàng hải ở Praha
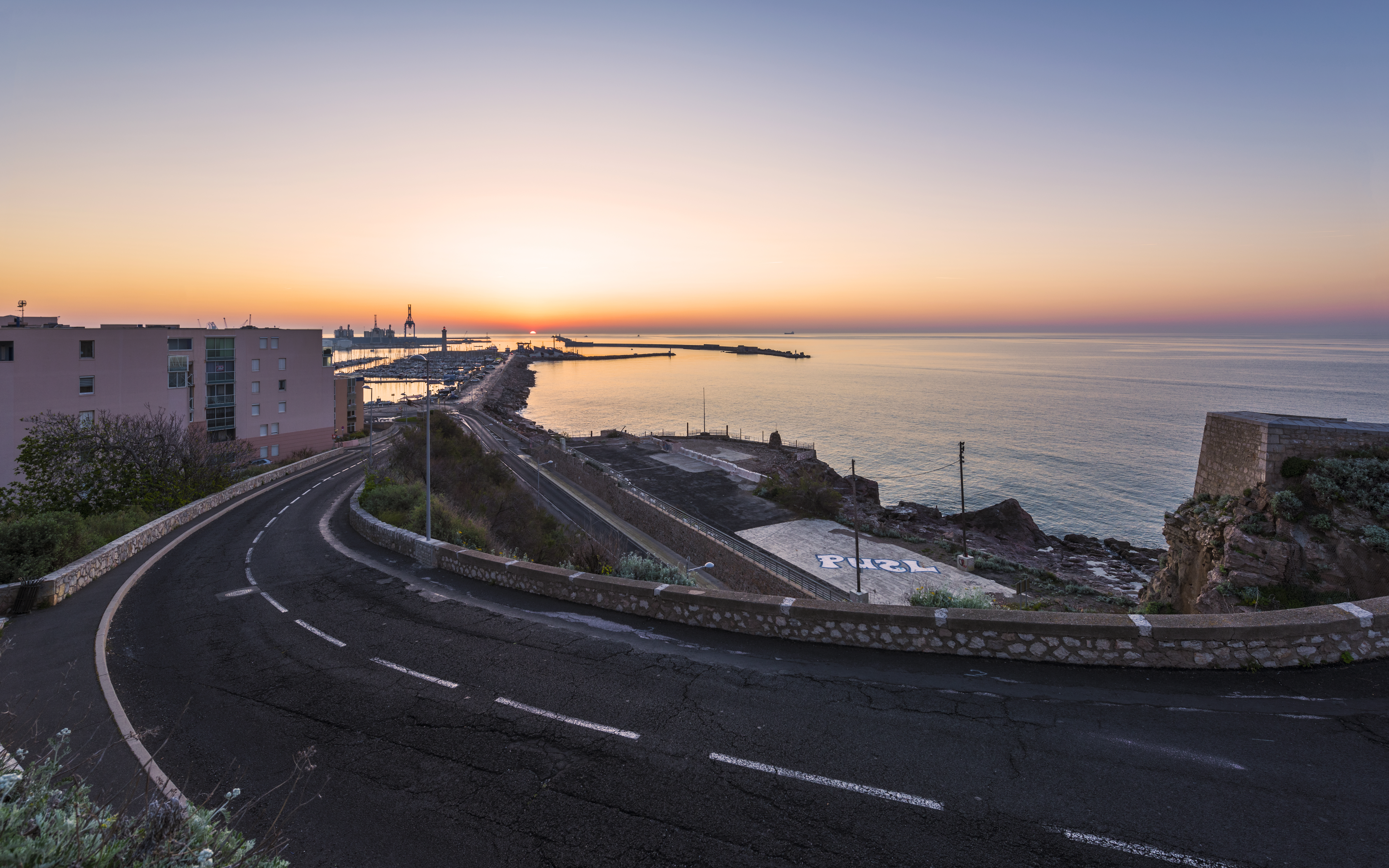
Cảng Sète lúc bình minh

## Rạng đông trong nghệ thuật

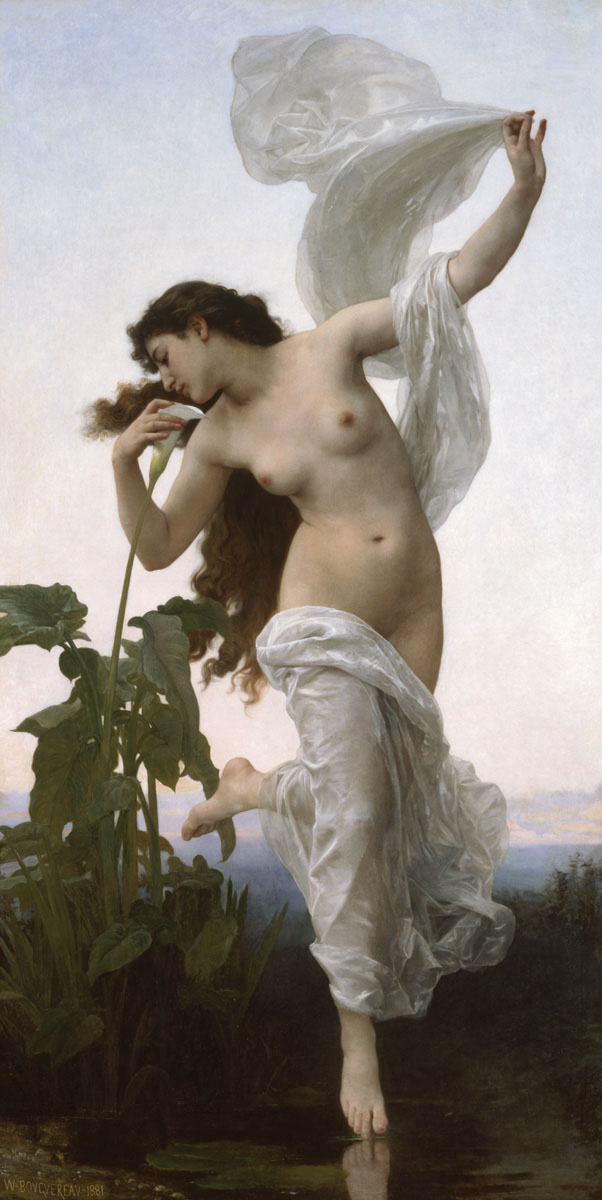
L'Aurore của William-Adolphe Bouguereau
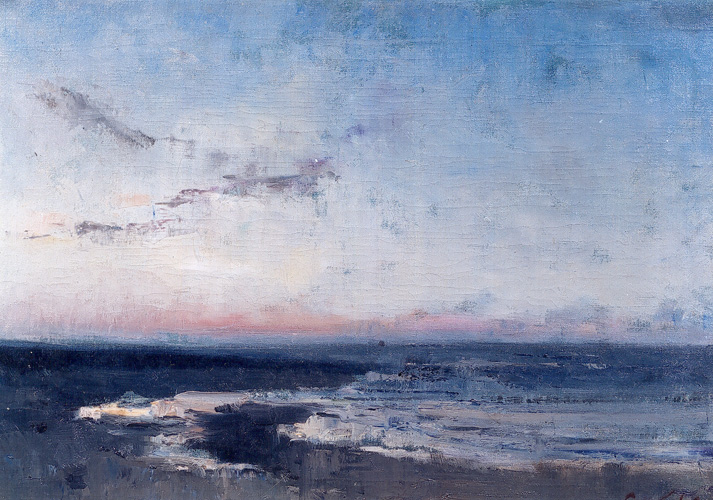
Mer du Nord của Guillaume Vogels